# David Maxwell (Politiker, 1965)

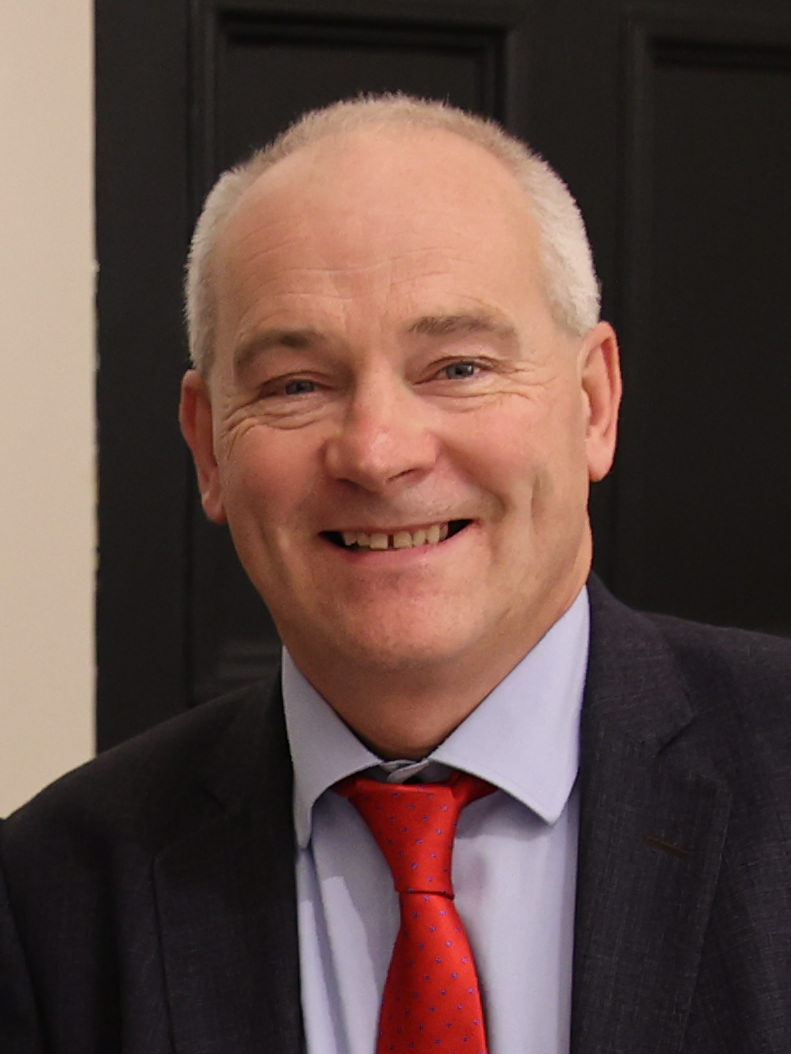
David Maxwell (2024)

David Maxwell (* Oktober 1965) ist ein irischer Politiker der Fine Gael.

## Leben
Maxwell kommt aus einer protestantischen Familie und arbeitete als Bestattungsunternehmer. 2004 wurde Maxwell erstmals in den Monaghan County Council gewählt und wurde bis 2024 jeweils wiedergewählt. Als er bei den Wahlen zum Dáil Éireann 2024 antrat, erzielte er im Wahlkreis Cavan−Monaghan das beste Ergebnis und zog damit als Teachta Dála in den Dáil Éireann ein.
2025 wurde Maxwell wegen Fischwilderei angeklagt, weil er zu viele Angeln verwendet hatte.